# Белги
Белги (лат. Belgae) је назив за древни народ који је пред крај металног доба живио на сјеверу античке Галије и дијеловима Британије. По њима је име добила римска провинција Белгијска Галија те модерна држава Белгија.
Поријекло Белга је предмет расправа међу историчарима, с обзиром да је Јулије Цезар у свом мемоарском спису „Commentarii de bello Gallico” да су они били германског поријекла, док им имена сугеришу на сродност с Келтима, односно Галима. Цезар их је такође описао као „најдивљији” од свих народа Галије, с обзиром да су били најудаљенији од римских граница и утицаја римске цивилизације. Цезар их је описао као најхрабрије од свих галских бораца. Године 57. п. н. е. је, оправдавајући то наводном завјером против римске војске у остатку Галије, против њих покренуо поход те их поразио у биткама на Аксони и Сабису. Белги су се касније прикључили Верцингеториксовој побуни, након чијег су слома коначно пацифицирани.